# الكسندر وايت بالدوين
الكسندر وايت بالدوين (بالإنجليزية: Alexander White Baldwin)‏ هو قاضي ومحامي وسياسي أمريكي، ولد في يونيو 1835 في غينسفيل في الولايات المتحدة، وتوفي في 14 نوفمبر 1869 في ألاميدا في الولايات المتحدة.